# Vitral

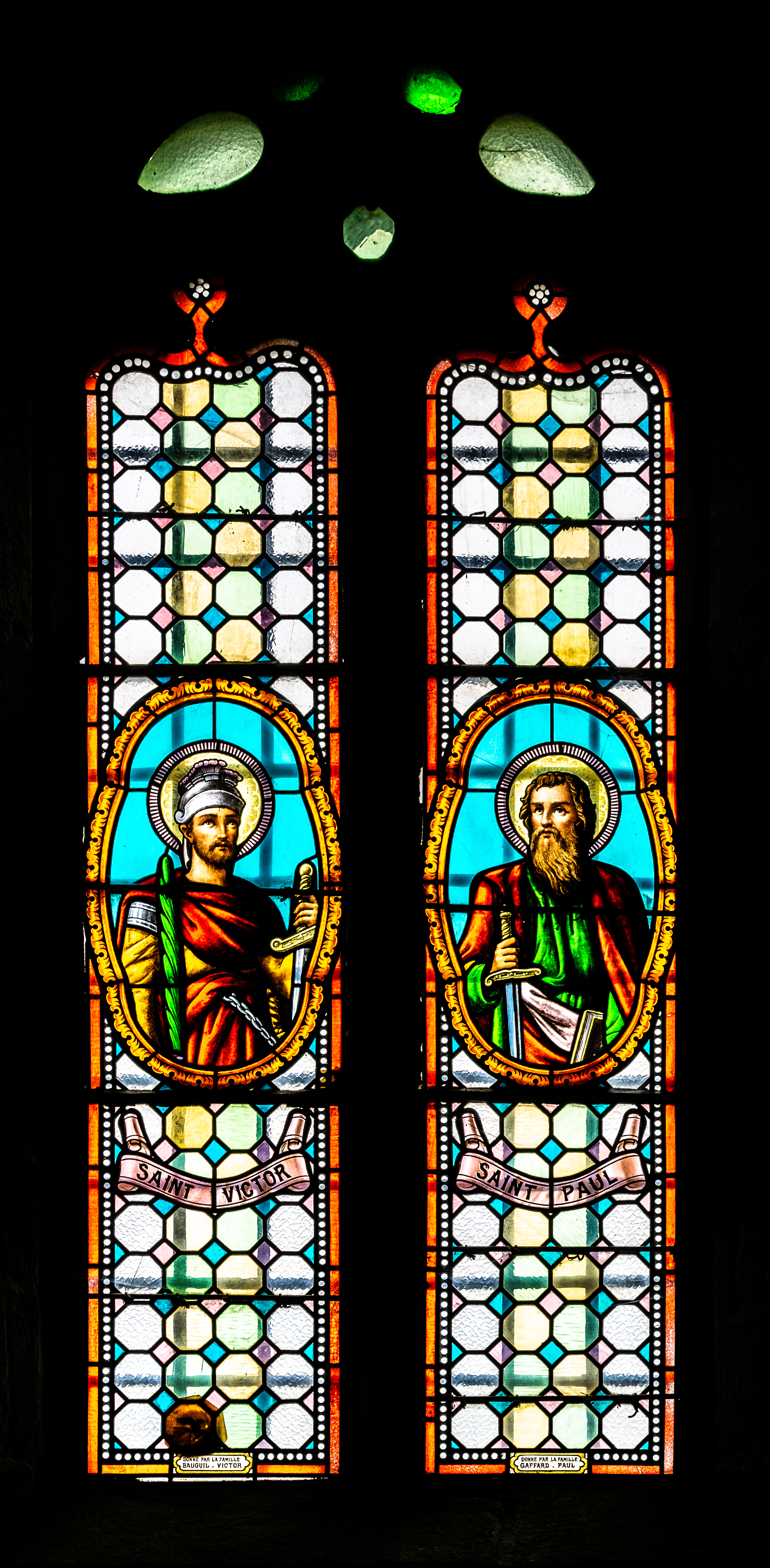
Vitral de los santos Víctor y Pablo de Tarso en la iglesia de María Magdalena, Gramond, Aveyron, Francia.

Una cristalera, vitral o vidriera policromada es una composición elaborada con vidrios de colores, pintados o recubiertos con esmaltes, que se ensamblan mediante varillas de plomo.

## Origen de este vidrio
El vidrio procede del desierto,  se desconocen sus descubridores. Según Plinio Cayo Segundo (Plinio el Viejo), historiador de la antigüedad, fueron fenicios que al día siguiente de encender una hoguera con piedras de carbonato de calcio en la arena vieron que se había formado un líquido translúcido. Creyeron que era un milagro. Los primeros objetos de vidrio encontrados fueron abalorios, pero las primeras vasijas proceden de Egipto, tumbas egipcias en el reinado de Tutmosis III (1504-1450 a. C.). Seguramente los artesanos asiáticos fueron los responsables del florecimiento de la fabricación del vidrio, el cual tuvo su apogeo en el siglo IX antes de Cristo. Egipto se convirtió en el principal proveedor de vidrio de las cortes reales. Se dedicaban sobre todo a producir objetos artísticos y decorativos de gran colorido. Los objetos de vidrio de las cortes reales procedían en su mayoría de la región de Alejandría, aunque fueron los fenicios quienes descubrieron el vidrio soplado en el siglo I a. C. Siria y Mesopotamia fueron los encargados de propagar la industria del vidrio por todo el Mediterráneo. En definitiva, los fenicios y los egipcios fueron los iniciadores y grandes suministradores de vidrio de la antigüedad. En el siglo V los romanos vieron que las diferentes combinaciones de óxidos daban lugar a la coloración del vidrio, creándose así sin querer el vidrio de color.

## Tipos de vidrios
Actualmente encontramos infinidad de vidrios tanto transparentes como coloreados. Al artista le corresponde la ardua tarea de decidir cuál de ellos resultará óptimo para su obra, con la posibilidad de aplicar distintos materiales y admirar las distintas creaciones. La lámina de vidrio debe estar bien templada (calentada para después enfriarla) para evitar que se rompa al cortarla; en caso contrario, el vidrio se llamará "ardiente". El vidrio es frágil, pero extraordinariamente resistente a la vez (su dureza depende del color).
- Vidrio soplado dentro de un tubo.
- Vidrio Liso.
- Vidrio de un solo color.

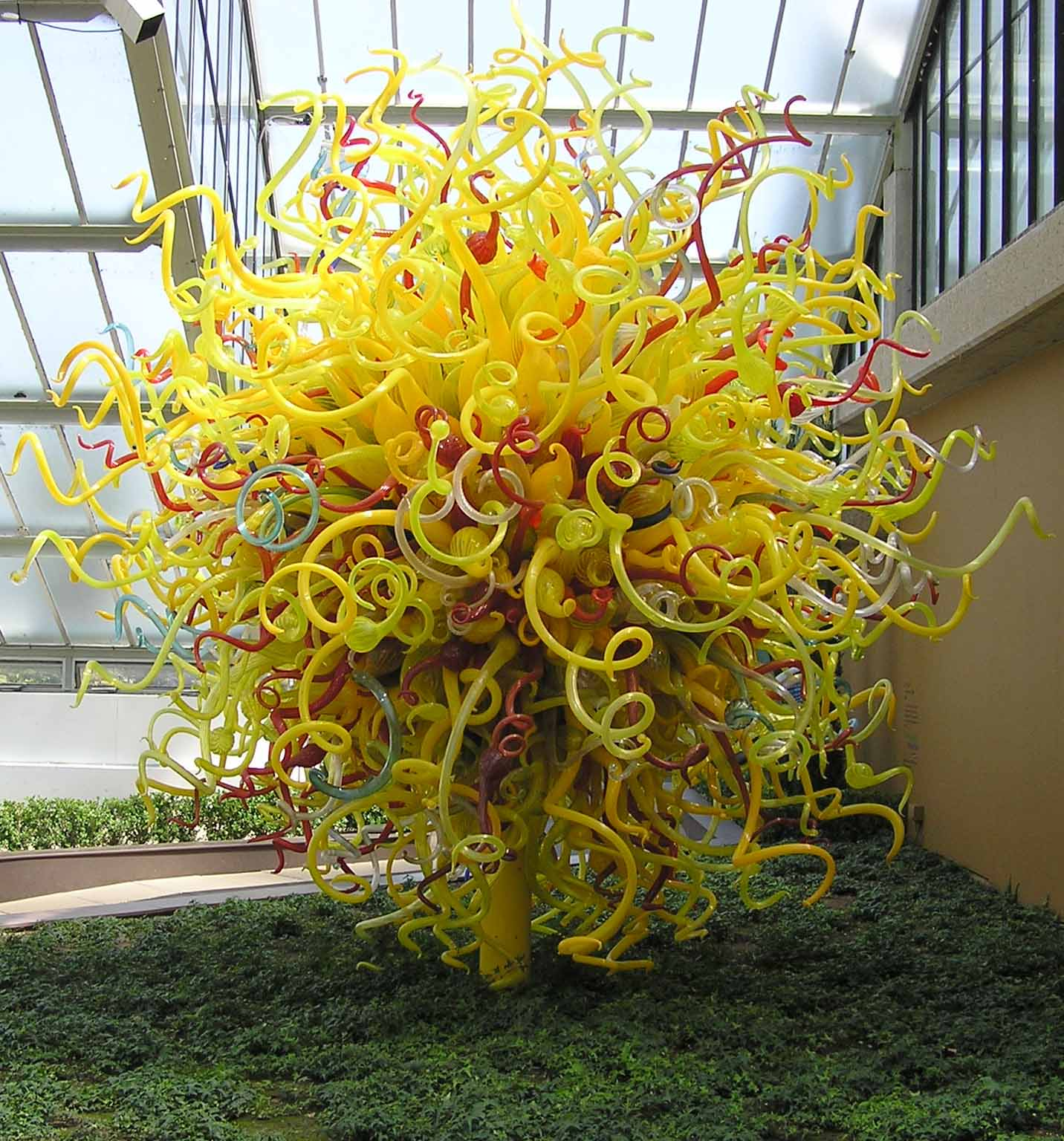
Escultura de cristal. Londres.

- Vidrio Reamy: Colores transparentes que le transfieren al vidrio gran movimiento.
- Vidrio Veteado: Vidrio de dos o más colores que le dan efecto de acuarela.
- Vidrio Sedy: Transparente o de colores muy suaves con burbujas de aire en su interior que deforman la luz.
- Vidrio Craquelado: Vidrio soplado enfriado con rapidez para romperlo originando fragmentos.
- Vidrio Chupado: Capa fina de vidrio sobre cristal transparente o color base.

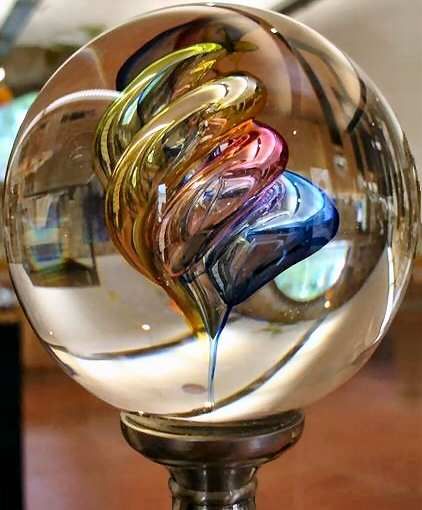
Bola de cristal.

- Bola de cristal.Vidrio "antitanque": Endurecido fuera del horno lo cual permite que sea liso y brillante.
- Vidrio "Laminado a Lámina": Vidrio fundido extendido con rodillos sobre una superficie plana, es económico y existe una extensa gama.
- Vidrio "Laminado a mano": Fabricado por pequeñas empresas que laminan a mano, cada pieza es única.
- Vidrio Perlas y "nuggets": Fragmentos de vidrio de función decorativa. Los "nuggets" se emplean para joyas y las "perlas" se fabrican girando vidrio fundido dentro de pequeños círculos.
- Gemas de Cristal Tallado: Parecidas a los nuggets, pero con caras suaves y brillantes que reflejan la luz.

## Historia
Los vitrales ya se usaban en los templos de la época románica pero llegan a su apogeo en la arquitectura gótica y van generalizándose desde el siglo XIII. Presentan en este siglo, como en el anterior, la forma de mosaico en el fondo, con varios compartimentos o medallones de figuras  en serie de arriba abajo, representándose en cada uno algún asunto religioso, histórico o simbólico, pero sin llevar más de un color cada fragmento de vidrio (salvo el esmalte de color gris o negruzco que se añade para trazar algunos perfiles y contornos de figuras). En el siglo XIV, dichos compartimentos se hacen de mayor tamaño, lo mismo que las figuras, las cuales se van situando aisladas dentro de su ojiva y debajo de un doselete y se tiende a imitar con ellas algo mejor el natural, añadiéndoles el claroscuro de esmalte gris y a veces el color amarillo mediante el amarillo de plata. En el siglo XV y principios del XVI, las imágenes son todavía mayores y están como encerradas en templetes góticos, erizados de torrecillas, y además de los colores gris y amarillo, añadidos por el esmaltado del vidrio, se introduce a veces el color encarnado, también por el mismo procedimiento y se usan vidrios dobles (incoloro uno y coloreado el otro) para modificar el color del fragmento respectivo.

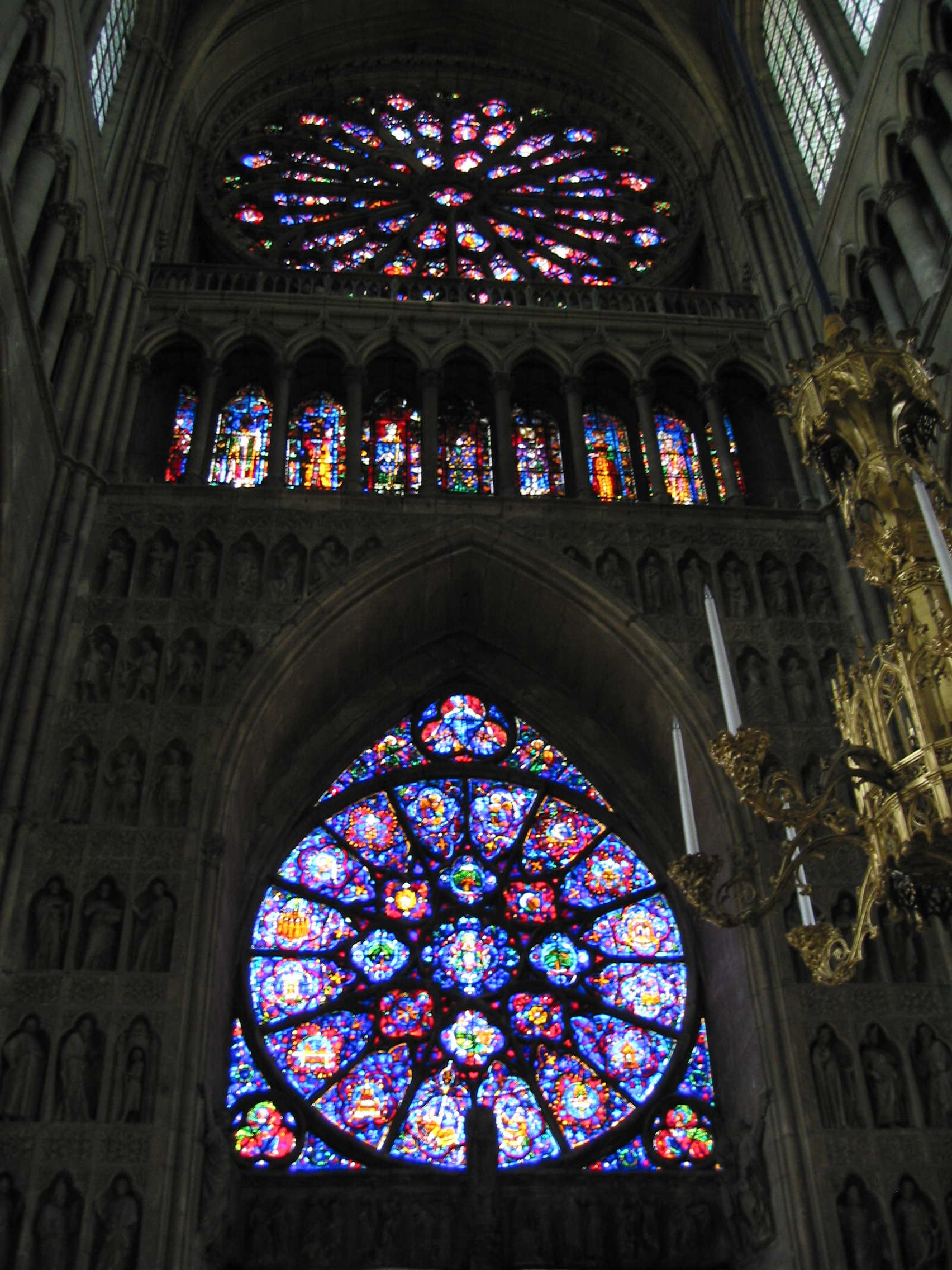
Vitrales de la Catedral de Reims, en Francia.

En el siglo XVI, se elaboran vitrales de una pieza con vidrio incoloro, pintándolas con esmalte gris (grisallas) y a mediados del mismo siglo se inventa el modo de esmaltar de diferentes colores un trozo cualquiera de vidrio, lo que dio por resultado el disponer de vitrales como si fueran lienzos o tablas de pintura economizando así muchos accesorios de plomo para armar las piezas. Esta clase de vitrales mucho menos transparentes y brillantes que los de la época anterior, pertenecen ya al estilo renacentista y se distinguen, además de lo dicho, por la soltura y libertad con que aparecen las figuras desligadas de templetes y combinadas con escudos heráldicos, etc.
Entrado ya el siglo XVII, van sustituyéndose por mosaicos geométricos de vidrios de colores los hermosos vitrales precedentes, desapareciendo así el verdadero arte que tanto brilló en la Edad Media.
Los vitrales historiados de los siglos XVII y XVIII son sumamente escasos. En el XIX, se imitan las obras de los anteriores con variados gustos, desde el románico del siglo XII al del renacimiento del XVI.
En España, destacan por su antigüedad y mérito los siguientes:
- los vitrales de la catedral de León, pertenecientes a todas las épocas del estilo ojival, con otros del siglo XV en las catedrales de Toledo, Burgos, Ávila y Barcelona.
- del siglo XVI, son notables los de Sevilla y Oviedo y tampoco carecen de interés cuatro vitrales de la iglesia principal de Cervera (Lérida).
- del siglo XVII, se encuentran algunos de las catedrales de Sevilla y Segovia.

Se consideran como los mejores del mundo los vitrales de la catedral de Chartres, seguidos de los de París, Estrasburgo, Colonia, etc. del siglo XIII.

## Elaboración del vitral

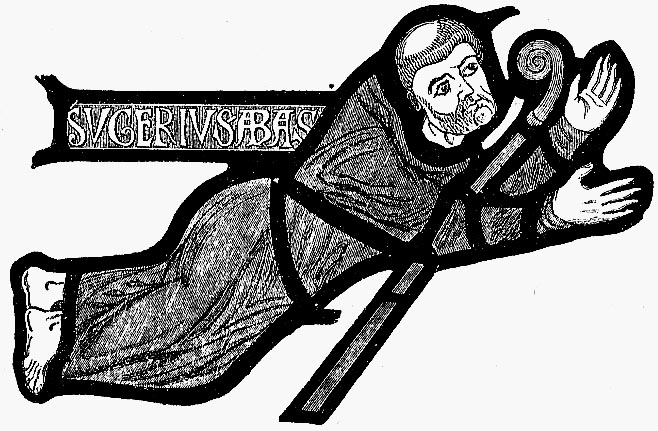
El abad Suger presenta un vitral a san Denís. Detalle de un vitral de la basílica de Saint-Denis, París. Segunda mitad del.

Se utiliza la misma técnica de la época medieval explicada en el manual Diversis Artibus (? 1110-40) de Teófilo.
En dicho manual se describe el proceso de elaboración del vitral (corte de un patrón, pintura y posterior cocción en horno).
Los vitrales de la Edad Media son en su mayoría ventanas para iglesias.
El cristal blanco o sin color es la mezcla de sílice, potasa y lima. Los óxidos de diversos metales son los que le dan los distintos colores al disolverse: 
el sulfuro de cadmio crea el amarillo, el cobalto el azul, el rosa con oro... En la antigüedad, para fabricar objetos de vidrio se usaban bloques de piedra que se cortaban, pero luego descubrieron que el vidrio caliente era más fácil de manipular.

## Técnicas de artesanía en vidrio

### Con calor

#### Fusión
Se trata de que el vidrio alcance su punto de fusión (reacción química) calentándolo a altas temperaturas para moldearlo.
Si queremos vidrio de color le añadiremos sulfuros, óxidos y selenita. Finalmente se procederá a un enfriamiento lento del mismo.

##### Soplado
Es una técnica de fusión muy conocida que consiste en una vez fusionado el vidrio soplar a través de un tubo formando burbujas para darle forma, pudiéndose usar también un molde de acero o bronce (técnica no industrial).
Es una técnica difícil que requiere experiencia e imaginación por parte del artista en cuestión (pasos a seguir, evitar cambios bruscos de temperatura...).

##### Fusing

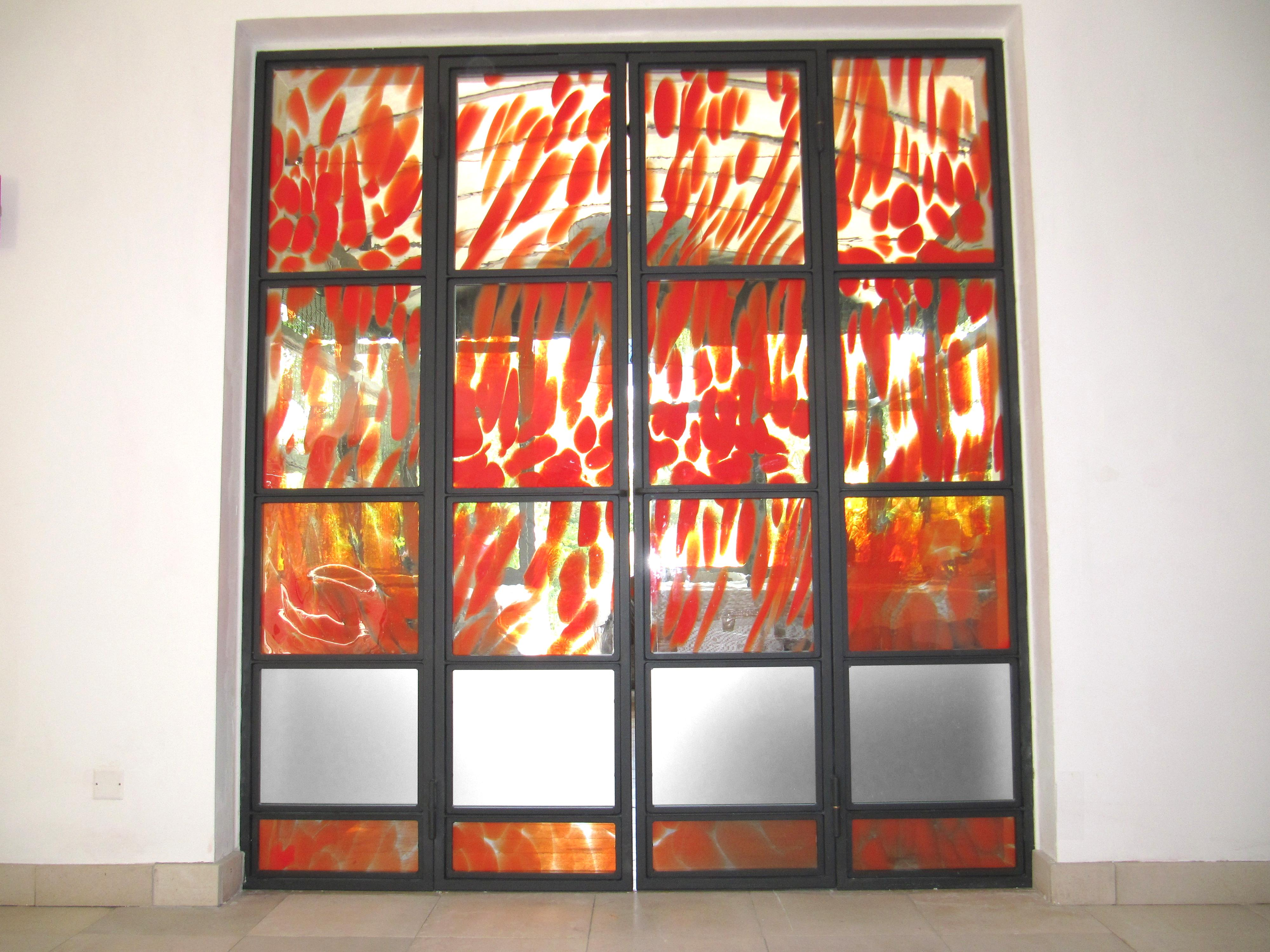
Técnica fusing.

El fusing es la creación de una pieza uniendo dos o más vidrios mediante la aplicación de calor (superponemos a un vidrio base vidrios de color)
Dependiendo de cuál sea la temperatura de fusión del vidrio, hablamos de Tack Fusing (730°-760°) o Full Fusing (790°-835°).
La diferencia consiste en que el Tack conserva las distintas capas de vidrio y el Full crea una única pieza.
Es la técnica más usada y la de mayor sencillez. Su ventaja es que ofrece la posibilidad de crear una amplia gama de productos dependiendo de la creatividad y originalidad del artista.

##### Colada o Hot Casting
Es una técnica que consiste en una vez derretido el vidrio verterlo en un molde para darle la forma que queramos. Proviene de la cultura egipcia, por lo que es una de las técnicas más antiguas. Se utiliza mucho en escultura en vidrio por sus ventajas como la creación de esculturas de bastante grosor, permite crear piezas bien terminadas, combinarse con vidrio soplado, añadir vidrios de colores y metales... Hot Casting significa moldeado en caliente.

#### Temple Térmico
Tratamiento térmico consistente en calentar el vidrio hasta llegar casi al punto de fusión para después enfriarlo rápidamente.
Se consigue aumentar su resistencia para así poder grabar en él nuestros diseños.

### En frío

#### Grabado

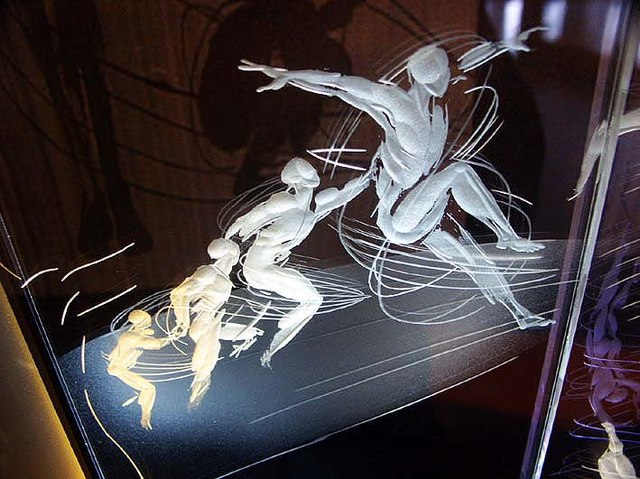
Vidrio grabado.

La técnica del grabado consiste en crear formas y dibujos en la superficie del vidrio. Permite diseños de mucha complejidad a pesar de ser sencilla de aplicar, además de permitir muchos tonos de color.

##### Grabados con ácido
Se trata de sumergir el vidrio en una mezcla de agua, ácido fluorhídrico y ácido clorhídrico a partes iguales. Eliminamos la capa superior del vidrio transformándola en mate.
Necesitamos guantes, mascarillas y gafas protectoras para no inhalar gases. El ácido es altamente corrosivo y tóxico, por lo que resulta peligroso al manipularlo.
Requiere la observancia de una serie de normas, como añadirlo al final de todo.

##### Grabados mediante arenado
Se aplica arena a presión sobre el vidrio para pulirlo y dejarlo mate.
Podemos así decorarlo a nuestro gusto.
Normalmente se automatiza el proceso con una arenadora, pero la manipulación manual siempre es más auténtica.

##### Grabado directo
El grabado directo es una técnica complicada consistente en crear dibujos en el cristal con un lápiz de acero y polvo de diamante.

## Pintura sobre vidrio
Actualmente existen en el mercado infinidad de productos adecuados para pintar vidrio. Los esmaltes y la grisalla son los materiales más conocidos en este campo. Los esmaltes son óxidos y minerales formados por fritas, las cuales a su vez son diversas en función de varios factores: temperatura o punto de fusión, tipo de horno, modo de enfriarlas a la salida del horno, materias primas usadas. La temperatura de cocción del esmalte puede modificarse según el tipo de vidrio. En el vitral las capas de esmalte aplicadas deben ser gruesas y de gran tamaño. La grisalla se considera una técnica mixta en pintura por ser la combinación de una magra con otra grasa. Consiste en aplicar dos o más tonos de un color (generalmente gris) para así matizar la obra sin abusar. El nombre  deriva del uso de una escala de grises, pero puede tratarse de otro color. Su función es representar el volumen y la profundidad mediante el claroscuro (luz - sombra). En definitiva, perfilamos los contornos y sombreamos los matices (a tener en cuenta el cambio de color de los vidrios al someterlos a la temperatura de cocción de la grisalla). Se aconseja ver resultados en muestras antes de aplicarlo de manera definitiva.

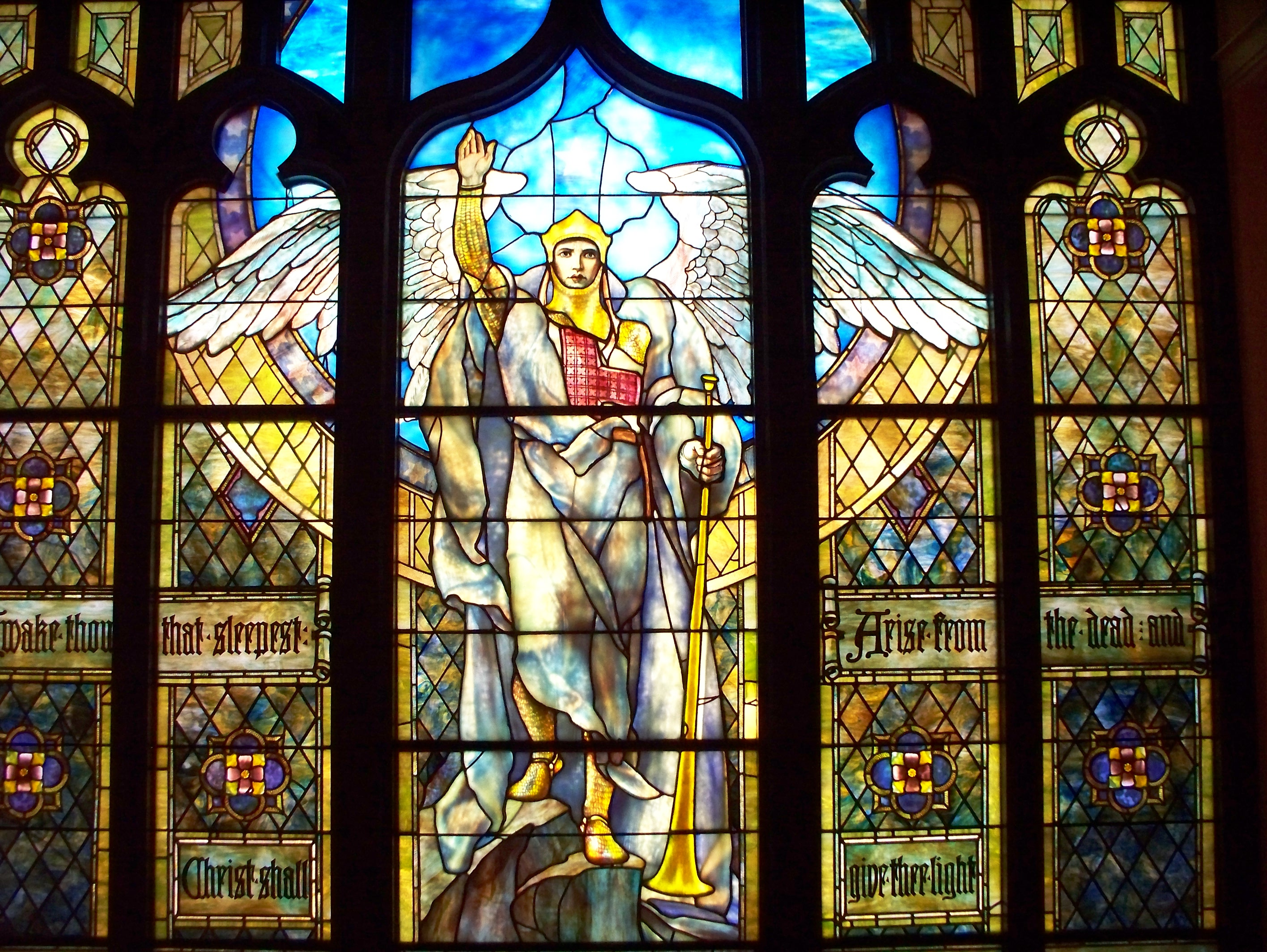
Ángel de la Resurrección. "Tiffany". América.

## Tipos de vitrales
El universo del vitral es, como hemos visto, infinito, estando supeditado al correcto uso de las múltiples técnicas y materiales al alcance del artista. Así por ejemplo un vitral incoloro tendrá luz propia en la posición adecuada para él dentro del contexto de la obra.

### Vitrales con cinta de cobre / Técnica Tiffany
Partiendo de un diseño previo unimos mediante plomo, cobre y estaño (tiffany) distintos tipos de cristales creando una composición original. El mercado nos suministra infinidad de colores y texturas de cristales a escoger. El creador de esta técnica fue Louis Comfort Tiffany, el cual revolucionó el arte del vidrio.
En el siglo XX sus vidrios no tenían que ser coloreados y fue el precursor del uso de la cinta de cobre uniendo las piezas de vidrio con soldadura de estaño. De esa manera no importaba el tamaño de la pieza y se conseguían vitrales más perfectos. Otra ventaja es la considerable reducción del peso del vitral, además de una estructura mínima para su construcción.

### Vitrales con vidrios industriales texturados
Utilizados por los artistas del Modernismo y del art déco, consiguiendo vitrales sobrios con muchas texturas.

### Vitrales con vidrios antiguos

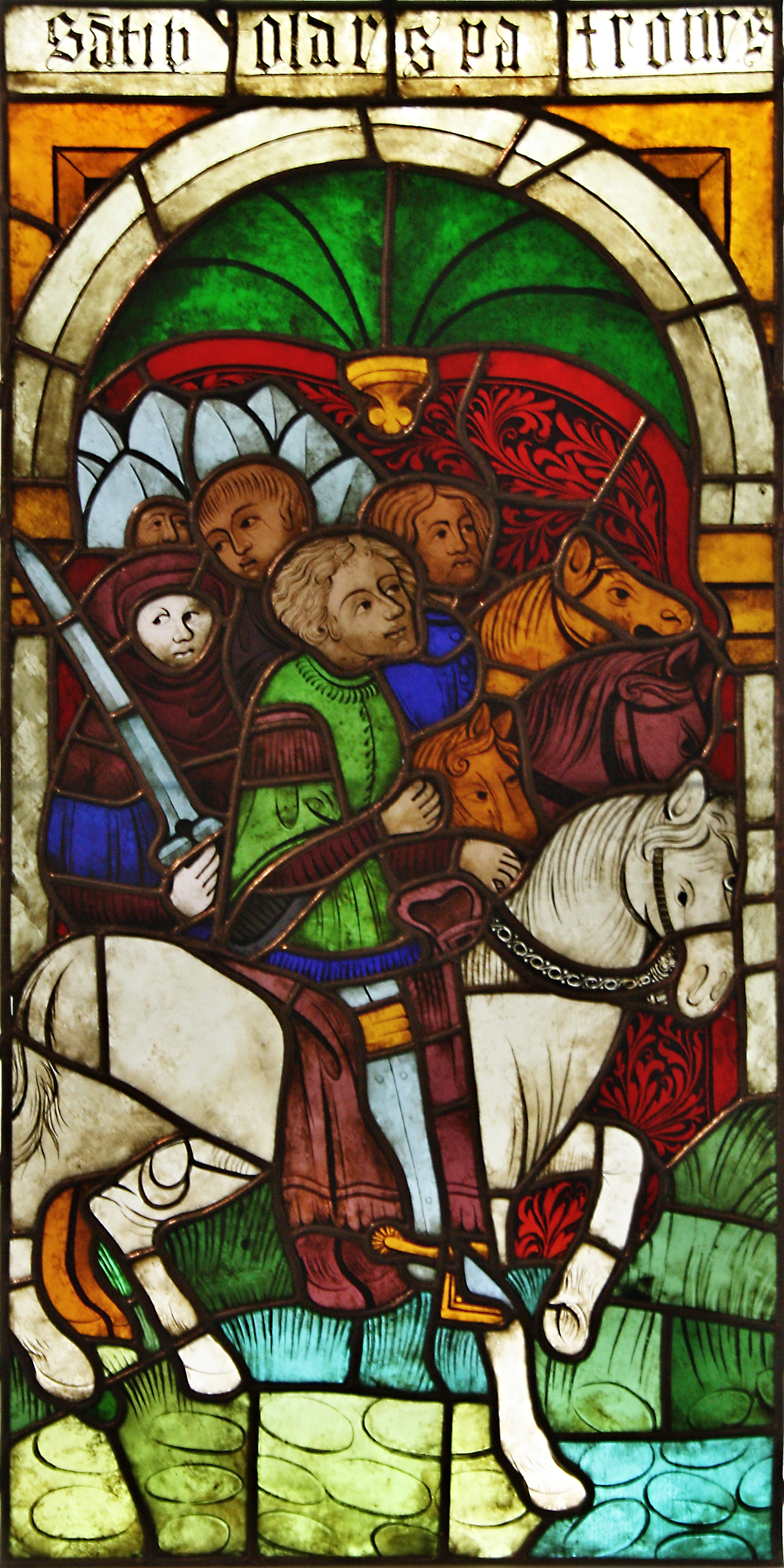
Dominik Matus.

Siguen las pautas de elaboración del proceso artesanal, y por tanto el resultado es más amplio en cuanto a texturas o colores.

### Vitrales con cemento
Se inició a principios del siglo XX siendo su característica principal el uso del cemento en lugar del plomo. Las hojas de vidrio llamadas dallas se fabrican con moldes de hierro con la técnica del vidrio colado.

### Vitrales con silicona
Mismo proceso en la elaboración del vitral, pero la plancha es de vidrio en sustitución del plomo y del cemento. La gran ventaja que ofrece es la mejor manipulación de los vitrales de grandes dimensiones.

### Vitrales dibujados con líneas de plomo
La dureza de este material permite no tener que reforzar el vitral.

### Vitrales románicos
El arte de los vitrales se desarrolló en las iglesias de la Isla de Francia ya durante el románico: en el coro gótico de la catedral de Le Mans con sus vitrales del siglo XII que contienen representaciones de las artes y oficios, y el vitral románico de la Ascensión del siglo XII (el más antiguo de Europa en un edificio religioso), en las catedrales de Sens o de Sant Pedro de Poitiers, con su vitral de la Crucifixión y en la Basílica de Saint-Denis en París con sus vidrieras de la infancia de Jesús, el árbol de Jesse, etc., se dan los ejemplos más destacados de este arte durante la transición del románico al gótico. Estos vitrales tienen una gama cálida y brillante, sus composiciones siguen las leyes del encaje superficial en series de motivos geométricos equivalentes como: medallones, lóbulos, etc. Universidad de Pittsburgh (en Estados Unidos.)

### Vitrales góticos
Los vitrales, por el lugar que ocupan en las iglesias y catedrales serán en la Francia del siglo XIII, la verdadera Pintura Gótica. Los vitrales sustituyen allí a la pintura mural que se había desarrollado ampliamente durante el periodo románico pero que en el gótico quedó como un arte complementario. El arte de los vitrales se convierte en el arte hegemónico del color y del dibujo, toma las funciones simbólico-docentes de la pintura mural con sus completos programas iconográficos que hicieron converger a la mayor parte de los talleres y centros artísticos europeos, principalmente de Francia, en el dibujo de los cartones que es el paso previo para la realización de un vitral.

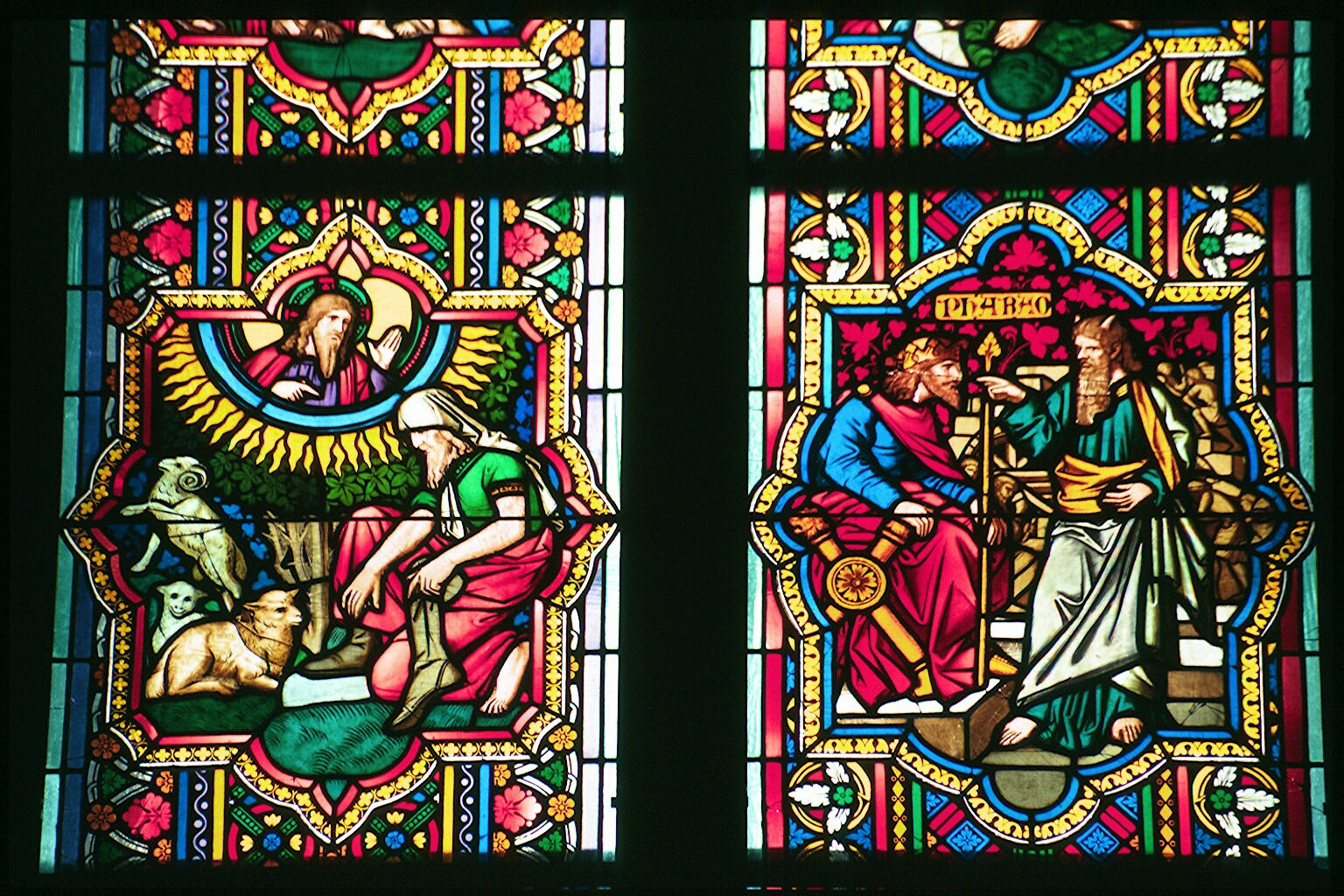
Moisés en el monte Sinaí, y Moisés ante el faraón. Detalle en dos lóbulos de vitrales de la catedral de Colonia, Alemania. Segunda mitad del.

La catedral gótica evoca la imagen de la Jerusalén celeste y constituye la obra colectiva de los habitantes (burgueses) de las ciudades de la Baja Edad Media. Cada nueva generación de albañiles y artesanos, al tomar el relevo de la generación anterior, hará avanzar la construcción del presbiterio o de las capillas laterales y del crucero. Cada nueva iglesia o catedral hará sus naves más altas que las anteriores, suprimiendo progresivamente el muro de fábrica o muro de carga y sustituyéndolo por lo que se ha denominado el «muro translúcido», es decir, por los amplios ventanales con vitrales de color que proporcionan al interior de las iglesias y catedrales una atmósfera cálida, coloreada e irreal donde los fieles pueden sentirse seguros al amparo de la Iglesia mientras contemplan la «luz de esencia divina». Así se expresaba el abad Suger, que fue quien impulsó la construcción de los vitrales del coro de la Basílica de Saint-Denis de París, a mediado el siglo XII.
El arte de los vitrales domina sobre las demás técnicas de pintura a las que impone sus leyes: la composición enmarcada en medallones, nichos u otros compartimentos, los colores vivos y saturados, las formas delimitadas y precisas, etc.; son pautas estéticas que hallamos también en las ilustraciones de libros y miniaturas ampliamente difundidas por Europa. Este predominio del vitral tiene su excepción en Italia, donde la tradición muralista no se había interrumpido desde la antigüedad, o en otros lugares que como Cataluña acusaban desde el románico las influencias italianas. 
Sus temas son tomados del Antiguo y Nuevo Testamento, las historias de la Virgen María y de los santos así como las representaciones de las actividades gremiales o escenas de la vida cotidiana, las cuales, progresivamente suben también a lo alto de los vitrales de las catedrales.
Al avanzar el estilo se modificó la técnica con una nueva gama de color basada en los fondos incoloros o grises, en los tonos quebrados y los temas más humanizados. La invención del color amarillo de plata llevará al arte de los vitrales, durante el siglo XIV, a un preciosismo dorado y a una ligereza que constituye su culminación.

Un recorrido por las iglesias y catedrales con los vitrales más destacados se ha de iniciar por la Catedral de Chartres, en Francia ya que sus vitrales constituyen el más bello y así mismo el conjunto de vitrales mejor conservado de Europa. Comprende 146 ventanas con 1359 temas de los cuales el vitral de "Notre-dame de la Belle-Verrière" es el más famoso. También son destacados los vitrales de San Eustaquio, los rosetones y la vidriera de colores del zodíaco.

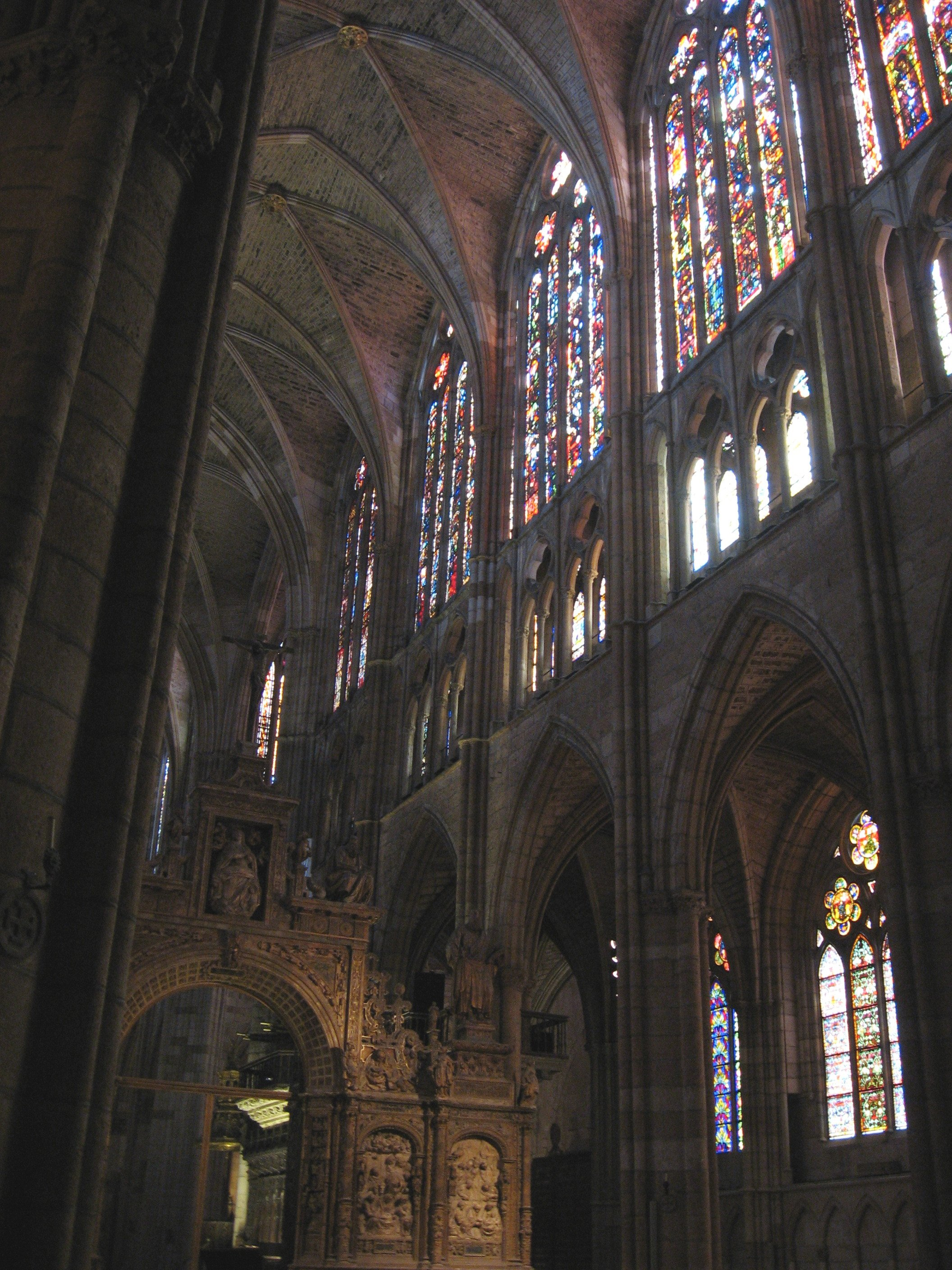
Vitrales de la Catedral de León, España.

Los vitrales de la catedral de Chartres se pueden ver en los siguientes enlaces:
- en la página web de la diócesis de Chartres
- en la página web del excelente trabajo de los estudiantes de la Universidad estatal de San José en California.

El arte gótico se expandió por Europa durante la primera mitad del siglo XIII, alcanzando su plenitud hacia la década de 1260 cuando se terminan las catedrales de Beauvais en Francia, de Colonia en Alemania y de León en España. Es en esta etapa clásica cuando la arquitectura se hace más compleja: las naves se elevan hasta alturas jamás alcanzadas, los arbotantes se duplican para sostener estas bóvedas tan elevadas y los pináculos se vuelven más voluminosos. En esta etapa las portadas pasan de las tres clásicas de Reims o Amiens a las cinco portadas de Bourges o León. Los ventanales dejan de ser perforaciones en el grueso del muro para transformarse en entrepaños translúcidos, llenos de vidrio entre tracerías o encajes de piedra.
Los siguientes enlaces muestran algunos de los conjuntos de vitrales más destacados correspondientes al periodo clásico del arte gótico:
- La Sainte Chapelle de París, en la página WEB de París.org o la página WEB del Boston College en los Estados Unidos y también en la Wikimedia Commons.
- La Catedral de Colonia declarada Patrimonio de la Humanidad, en cuya página WEB se propone un completo recorrido virtual donde hallaremos un navegador que nos conduce y orienta hacia sus vitrales, entre los cuales destaca la ventana de la Adoración de los Magos, junto con las de los Apóstoles y otras, que se caracterizan por sus fondos repletos de arquitecturas enmarcando las figuras o escenas.
- En España tenemos la Catedral de León, cuyo conjunto de vitrales rivaliza justamente con Chartres o Colonia. En la WEB oficial de la S.I. Catedral de León, se halla una descripción exhaustiva de los vitrales, entre los cuales destaca el Vitral de "La Cacería" y los conjuntos de las capillas de la girola: las de la Virgen de la Esperanza y las de la Virgen Blanca, ya renacentista, o de san Clemente.

### Vitrales contemporáneos
Actualmente se ha implementado la creación del "falso vitral" que consiste en la creación de figuras como vitrales, donde el vidrio es pintado por artesanos utilizando pinturas especiales para el cristal, dejando atrás el uso de la cañuela de plomo.
En el siglo XX, el arte moderno representado por Marc Chagall, Georges Rouault, Henri Matisse, Jean Bazaine, Sergio de Castro y otros grandes pintores, volverá a diseñar cartones para confeccionar vitrales, que continuarán teniendo su lugar en la Historia de la Pintura.
En España encontramos gran variedad de vitrales de Arte Moderno: tenemos un ejemplo de la Casa Masó, en Gerona, donde el arquitecto Rafael Masó introdujo dichos vitrales para crear una sensación de luminosidad en toda la casa que, al mismo tiempo, la hiciera más grande.

## Técnicas históricas del vitral policromado

### Técnica antigua para poder realizar dibujos de vitrales
A partir de los cartones dibujados por los talleres artísticos, se hace un gran número de trozos de vidrio que son tintados de color en su propia masa y realzados con trazos de grisalla para ser finalmente unidos con tiras de plomo que delimitan las figuras y aíslan los diferentes colores manteniendo su valor. La masa de vidrio llena de burbujas e impurezas actúa sobre la luz rompiéndola en mil destellos de color. La propia técnica, para no diluir las figuras con la irradiación de los ventanales, impone una composición llena en un espacio sin profundidad, y un dibujo preciso con una cierta riqueza de color.

## Colorantes para los vitrales

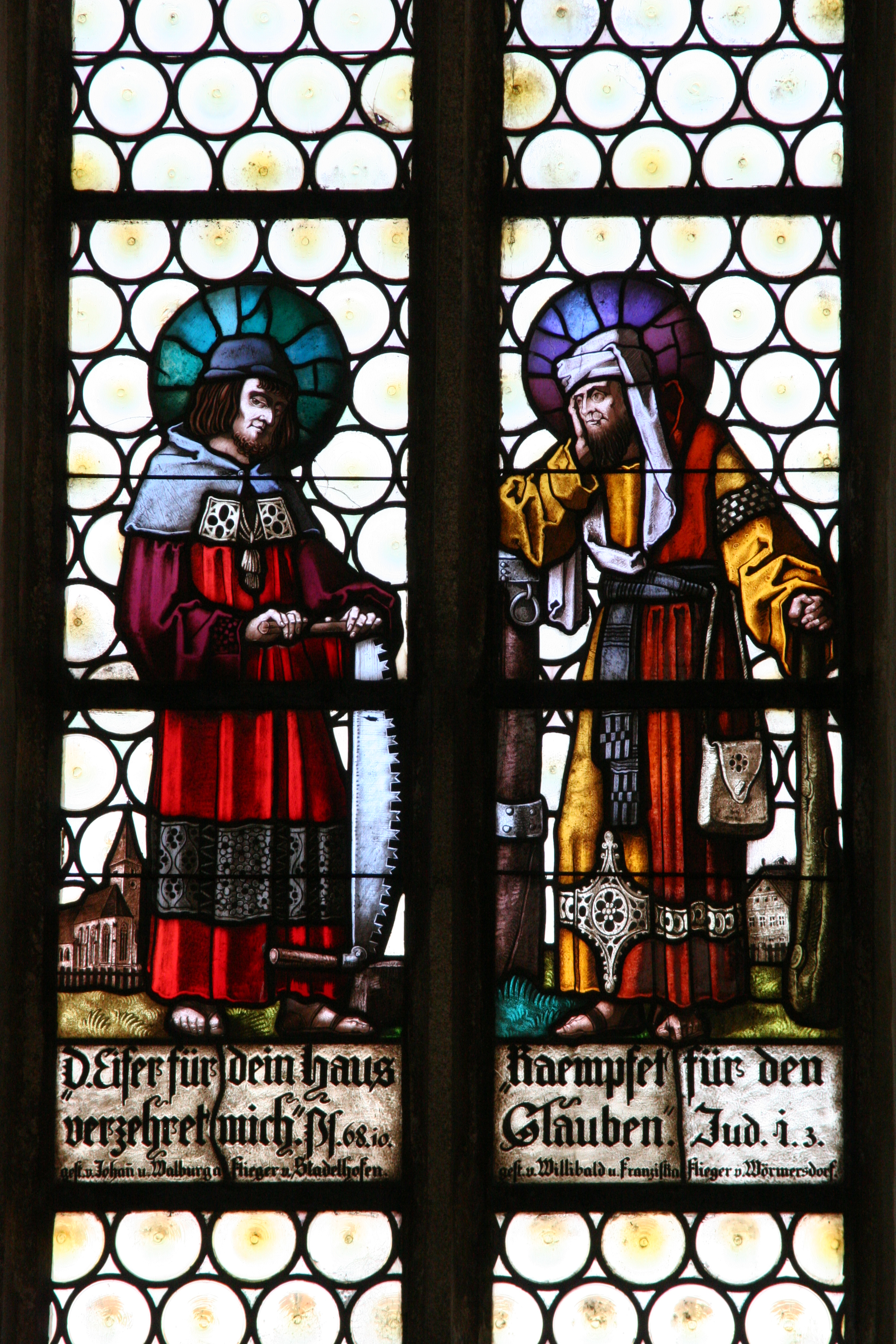
Vitral realizado por Augustin Pacher en la iglesia parroquial de St. Sixtus en Pollenfeld.

Para dar color a los vidrios se utilizan:
- Óxido de cobre (I) —Cu2O—. Rojo, verde o azul.
- Fluoruro de calcio —CaF2—. Blanco lechoso.
- Dióxido de manganeso. Violeta.
- Óxido de cobalto (II) —CoO—. Azul.
- Polvo de oro. Rojo, púrpura o azul.
- Compuestos de uranio. Amarillo y verde.
- Óxido de hierro (II) —FeO—. Verde.
- Óxido de hierro (III) —Fe2O3—. Amarillo y café.